# Adam Karski
Adam Karski (ur. 1855? w Mienia?, zm. 20 maja 1916 w Łodzi), syn Augusta i Heleny -  właściciel polskiej drukarni w Łodzi.

## Życiorys
Do Łodzi przybył z Warszawy w lipcu 1888, i tu początkowo pracował jako zecer w drukarni "Dziennika Łódzkiego" do czasu likwidacji pisma i drukarni przez cenzurę carską w końcu 1892. Od 1895 bezskuteczne starał się o zezwolenia na założenie własnej drukarni, składając kilkakrotnie podania w Kancelarii Gubernialnej w Piotrkowie Trybunalskim (Królestwo Polskie w zaborze rosyjskim). Dopiero gdy [jako pracownik sklepu z wódkami], pozytywnie wykonał duże zamówienie na wykonanie druków do Urzędu Akcyzy, jego podanie poparło Ministerstwo Spraw Wewnętrznych i 21 lipca 1899 otrzymał koncesję. Posiadał 4 maszyny drukarskie (2 pospieszne i 2 dociskowe) oraz 3 prasy litograficzne (w tym jedną pospieszną), które 15 września 1899 uruchomił w lokalu "Drukarni Rosyjskiej" przy Nowym Rynku 11 (obecnie Plac Wolności w Łodzi). 
Zatrudniał wówczas przeciętnie 28 pracowników.
W 1901 drukarnia mieściła się w domu przy ul. Średniej 12 (obecnie ul. Pomorska) i została przeniesiona w 1908 do domu na tej samej ulicy  pod nr 5. 

Wykonywał druki zwarte - 60 tytułów, (m.in. dla księgarni Józefa Alfreda Straucha "Nauka" książki z dziedziny filozofii, ekonomii, higieny; pierwszą książką była wydana w 1905 Krytyka ekonomii politycznej F. Engelsa). Drukował liczne druki urzędowe a wśród nich statuty, regulaminy, ustawy, instrukcje, sprawozdania i inne, akcydensy i "Czasopismo Lekarskie". Czasem drukowane były podręczniki szkolne w tym elementarze oraz powieści i kalendarze książkowe.

Kupienie od redaktora L. Tomasa praw do wydawania pisma "Ognisko Rodzinne" w lipcu 1904 spowodowało interwencję kancelarii gubernatora warszawskiego. 
Na łamach prasy było komentowane skonfiskowanie 20 marca 1911  2 egzemplarzy drukowanej u niego broszury Jak się uchronić przed ciążą ?

Drukarnia została zlikwidowana prawdopodobnie krótko po jego śmierci w 1916.